# Teudas (professor de Valentim)
Teudas (ou Theudas ou Theodas) foi supostamente o nome de um pensador gnóstico cristão, que era discípulo de Paulo de Tarso. Ele foi professor do grande teólogo gnóstico Valentim. A única evidência desta conexão é o testemunho dos próprios seguidores de Valentim, como relatado por Clemente de Alexandria em sua obra Stromata.